# 帝王世紀
《帝王世紀》，西晋皇甫谧所撰，原書已軼，現存十卷為後世輯本。記述自三皇至汉魏歷代帝王世系、年譜及其事蹟的史學專著。此書為司馬遷《史記》后，第二部系統記述歷代帝王世系的史書。該書對三皇（伏羲、神农、黄帝）有較系统的整理，對上古、三代以及春秋战国時期各國君主世系、姓名亦有相當詳細的考證，可補《史记》、《汉书》之缺失。

## 撰修過程
該書在自序中說明撰修的凡例“自天地辟設，人皇以來，迄魏咸熙二年，凡二百七十二代，積二百七十六萬七百四十五年，分為十紀”，“分類為篇，務在博考”。皇甫謐在編撰該書過程中，旁徵博引，多采經傳圖緯及諸子雜書，同時也為後世留下了大量第一手研究成果。如三皇五帝時期史料匱乏，先有先秦諸子散見於各自著作之中的零星史料，後有司馬遷作《五帝本紀》，作者在前人基礎上，廣泛搜集資料，系統考證了三皇五帝時代的一些重大歷史事件；再如其對上迄三皇，下至漢魏時期歷史地名變更之研究，澄清了許多由此引起的歷史疑難問題。該書現存版本主要有清宋翔鳳、錢保塘、張澍等輯本，今人徐宗元《帝王世紀輯存》比較全面精審，劉曉東以宋翔鳳、錢保塘等輯本為底本整理的校點本較為通行。

## 内容
1. 天地开辟至三皇
2. 五帝
3. 夏
4. 殷商
5. 周
6. 秦
7. 前汉
8. 后汉
9. 魏
10. 历代星野、垦田及户口

## 三皇世系
《帝王世紀》认为伏羲、神农、轩辕都是王朝，伏羲氏有十六世，神农氏有八世，轩辕氏有七世。
伏羲氏
1. 大皞帝包犧氏
2. 女娲氏
3. 大庭氏
4. 柏皇氏
5. 中央氏
6. 栗陆氏
7. 骊连氏
8. 赫胥氏
9. 尊卢氏
10. 混沌氏
11. 皞英氏
12. 有巢氏
13. 朱襄氏
14. 葛天氏
15. 阴康氏
16. 无怀氏

神农氏
1. 神農氏 伊耆石年
2. 帝临魁
3. 帝承
4. 帝明
5. 帝直
6. 帝釐
7. 帝哀
8. 帝榆罔

轩辕氏
1. 有熊氏 轩辕、黄帝
2. 少昊氏 玄嚣
3. 青阳氏 穷奇、姬倍伐
4. 高阳氏 颛顼 →帝孺
5. 高辛氏 帝喾、姬夋→帝挚
6. 陶唐氏 放勋、尧 →丹朱
7. 有虞氏 重华、舜 →商均

## 後世評價
由於該書大量引用經傳讖緯圖說，因此遭到唐朝史學家劉知幾的批評：“玄宴《帝王紀》多采六經圖讖；引書之誤，其萌始於此矣。”
清宋翔鳳：“宣聖之成典，複內史之遺則，遠追繩契，附會恒滋，揆於載筆，足資多識”。
呂思勉：“稍後於太史公而述古史者，亦不乏其人，其通行最廣，諸家稱引最多，雖亡軼，仍時可見其遺文者，以皇甫謐《帝王世紀》為最。”